# Kurszany (stacja kolejowa)
Kurszany (lit. Kuršėnai, ros. Куршенай) – stacja kolejowa w miejscowości Drąsučiai, w rejonie szawelskim, w okręgu szawelskim, na Litwie. Położona jest na linii Kuże - Wenta.
Nazwa stacji pochodzi od pobliskiego miasta Kurszany.

## Historia
Stacja została otwarta w XIX w. na drodze żelaznej libawsko-romeńskiej, pomiędzy stacjami Popielany i Szawle (jeszcze w XIX w. pomiędzy Kurszanami a Szawlami powstała stacja Omole).